# Hibbertia procumbens
Hibbertia procumbens (Labill.) DC. – gatunek rośliny z rzędu ukęślowców (Dilleniales Hutch.). Występuje naturalnie w południowo-zachodniej części Australii – w stanach Nowa Południowa Walia, Wiktoria oraz Tasmania. 

## Morfologia
PokrójWiecznie zielony krzew.
LiścieIch blaszka liściowa jest niemal siedząca i ma odwrotnie lancetowaty kształt. Mierzy 15–20 mm długości oraz 2 mm szerokości, jest całobrzega, o wąskiej nasadzie i ostrym wierzchołku.
KwiatyPojedyncze, rozwijają się na szczytach pędów. Działki kielicha mają owalny kształt i mierzą do 10–15 mm długości. Płatki mają żółtą barwę i dorastają do 8–10 mm długości. Mają 20 pręcików oraz 4 owocolistki.